# Raúl Leoni
Pour les articles homonymes, voir Leoni.
Raúl Leoni (né le 26 avril 1905 à El Manteco, dans l'État de Bolívar et mort le 5 juillet 1972 à New York) est un avocat et homme d'État vénézuélien du XXe siècle.

## Biographie
Raúl Leoni est élu président de la république du Venezuela le 1er décembre 1963 et il entre en fonction le 1er mars 1964 jusqu'en 1969. Membre fondateur du parti Action démocratique, il lutte contre les dictateurs Juan Vicente Gómez et Marcos Pérez Jiménez.
Fils d'un immigrant corse, sa famille paternelle est originaire du village de Murato, qu'il a tenu à visiter lors de son séjour en Corse (1970). Le plus grand barrage hydro-électrique situé au Venezuela porte son nom.